# Station Kaliningrad Severnyj
Het Station Kaliningrad Severnyj (Russisch: Калининград Северный, letterlijk "Kaliningrad Noord") is een spoorwegstation in de Russische stad Kaliningrad. Het station wordt eveneens vaak Severnyj vokzal (Russisch: Северный вокзал, Noordelijk station) genoemd. Het station wordt voornamelijk gebruikt voor regionale verbindingen met de Oostzeekust.

## Geschiedenis
Het station opende in 1930. In deze tijd was de stad nog een belangrijke Duitse stad onder de naam Koningsbergen (Königsberg) en het station heette Königsberger Nordbahnhof. Het station werd vooral gebruikt door de Königsberg-Cranzer Eisenbahngesellschaft en de Samlandbahn AG. Het station lag in de noordwestelijke rand van de toenmalige binnenstad op de Hansaplatz, tegenwoordig Plosjtsjad Pobedy en is sinds de verwoesting van de stad tijdens de Tweede Wereldoorlog het centrum van de Russische stad Kaliningrad. Drie sporen eindigden in het station en één spoor ging door een tunnel onder de Hansaplatz naar het toenmalige hoofdstation, nu station Passazjirski.
Nadat de stad na de Tweede Wereldoorlog door de Sovjet-Unie werd geannexeerd werden de sporen veranderd naar breedspoor. Er vertrekken dagelijks treinen naar de Oostzee en de verbinding met het voormalige hoofdstation is ook bewaard gebleven.

## Afbeeldingen

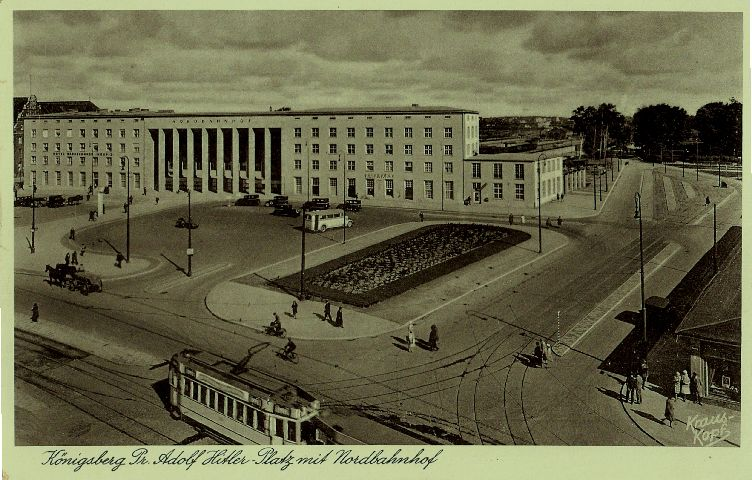
Nordbahnhof op de Hansaplatz in Koningsbergen
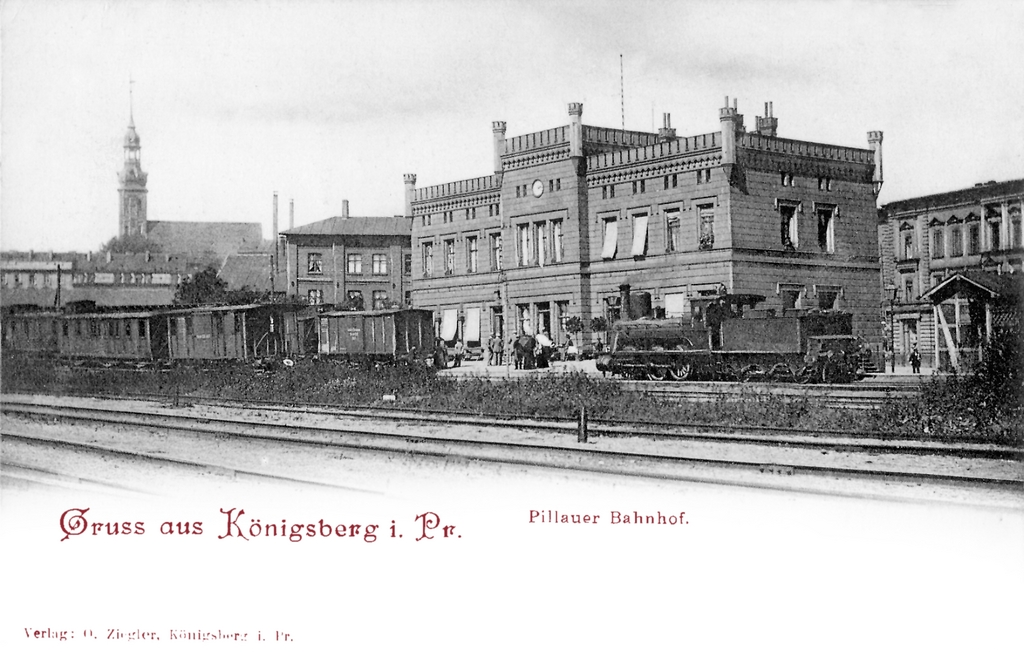
Het oude Pillauer Bahnhof, op de achtergrond de Neurossgärtner Kirche